# Austrolecanium sassafras
Austrolecanium sassafras är en insektsart som beskrevs av Penny J. Gullan och Hodgson 1998. Austrolecanium sassafras ingår i släktet Austrolecanium och familjen skålsköldlöss. Inga underarter finns listade i Catalogue of Life.